# Où est la maison de mon ami ?
Série Trilogie de Koker
Et la vie continue
(1991)
Pour plus de détails, voir Fiche technique et Distribution.
Où Est La Maison De Mon Ami? (خانه دوست کجاست, Khāneh doust kojāst ?) est un film d'aventure dramatique épique iranien réalisé et écrit par Abbas Kiarostami et sorti en 1987. En France, le film a été présenté pour la première fois au Festival des trois continents en novembre 1988. Il raconte l'histoire d'un garçon qui recherche la maison de son camarade de classe dans une ville iranienne pour lui rendre son cahier et lui éviter de se faire expulser de l'école.
C'est le premier volet de ce que l'on appelle la Trilogie de Koker, suivi de Et la vie continue et Au travers des oliviers.

## Synopsis
À l'école du village de Koker, dans une classe d'enfants de huit ans, Mohammad néglige de faire ses devoirs pour la troisième fois sur son cahier : son maître lui dit que s'il oublie une quatrième fois, il sera renvoyé sur-le-champ.
Ce soir-là, Ahmad, l'un de ses camarades et voisin de classe, s'aperçoit, alors qu'il se prépare à faire ses devoirs, qu'il a rapporté chez lui par erreur le cahier de Mohammad. Sachant que ce dernier risque d'être renvoyé s'il ne rend pas ses devoirs, Ahmad part à sa recherche, dans le village voisin de Poshteh. Mais la route est longue et difficile, l'adresse imprécise, et le temps bien court jusqu'au lendemain où les devoirs devront être rendus ...

## Fiche technique
- Titre : Où est la maison de mon ami ?
- Titre original : خانه دوست کجاست (Khāneh doust kojāst)
- Réalisation : Abbas Kiarostami
- Scénario : Abbas Kiarostami
- Photo : Farhad Saba
- Musique : Hossein Allah Hassin
- Montage : Abbas Kiarostami
- Producteur : Ali Reza Zarrin
- Société de production : Institut pour le développement intellectuel des enfants et des jeunes adultes
- Pays d’origine :  Iran
- Genre : Comédie dramatique
- Durée : 79 minutes
- Date de sortie : 1987

## Distribution
- Babek Ahmad Pur : Ahmad
- Ahmad Ahmad Pur : Mohammad Réza Nematzadeh
- Khodabakhsh Defai : L'instituteur
- Iran Utari : La mère
- Ait Ansari : Le père

## Commentaires
Cette simple course va se transformer pour le jeune écolier en un véritable chemin initiatique dans une société figée sous le poids des interdits.
Où est la maison de mon ami ? est un film réaliste, explique Abbas Kiarostami : « Je veux que dans mon film tout ait l'air fidèle au réel. Je veux montrer la vérité. C'est aussi un film politique dans le sens où la politique touche l'ensemble de la vie et détermine le quotidien de chaque individu. Mais c'est surtout un film tendre : Je voulais faire un film sur l'amour, et non sur le pouvoir. C'est pourquoi dans mon film je n'ai pas montré comment le garçon était puni ».
Grâce à cette simplicité, et à l'interprétation du petit Babek Ahmad Pur, Où est la maison de mon ami ? a été salué à sa sortie comme un événement, et l'un des meilleurs films de l'année.
Ce film a été tourné dans le nord de l’Iran dans la région de Gilan.

## Édition DVD/Blu-ray enFrance
- Éditeur : Les Films du Paradoxe
- Contenu : Où est la maison de mon ami ? d'Abbas Kiarostami (1987, VOSTFR) / La Récréation d'Abbas Kiarostami (1972, 11 minutes, noir et blanc, sans dialogues)
- Le film sort le 7 avril 2020, édité par Potemkine Films, dans un coffret DVD/Blu-ray regroupant les 3 films de la trilogie de Koker (Où est la maison de mon ami ?, Et la vie continue, Au travers de oliviers). Le coffret inclut des analyses des films, un documentaire sur le réalisateur, ainsi que des séquences commentées par Abbas Kiarostami.

## Récompenses
- Médaille d'Or du Festival du Film Fajr 1987
- Léopard de bronze, Prix de la Critique Internationale et Prix C.I.C.A.E. du Festival international du film de Locarno 1989
- Prix C.I.C.A.E. des Rencontres cinématographiques de Cannes 1989
- Ce film fait partie de la Liste du BFI des 50 films à voir avant d'avoir 14 ans établie en 2005 par le British Film Institute, intégrant même le top 10 de cette liste.